# Caos de Vilanova
El Caos de Vilanova és un paratge del terme comunal d'Angostrina i Vilanova de les Escaldes, a la comarca de l'Alta Cerdanya, a la Catalunya del Nord.
Està situat al nord dels pobles de Vilanova de les Escaldes i de les Escaldes, a prop del paratge de l'Artiga i de l'Abric de Nescala.
És un paratge semblant al del proper Caos de Targasona, però de mides més petites i de menys espectacularitat, per la qual cosa no té el mateix renom. L'origen i característiques geològiques són les mateixes en els dos caos.